# Florian Beigel
Florian Beigel és un arquitecte belga establert a Londres. És professor d'Arquitectura a la London Metropolitan University, on dirigeix la Unitat de Recerca en Arquitectura. Es va donar a conèixer internacionalment amb el projecte del Half Moon Theatre a Londres (1985) i altres obres a la mateixa ciutat. Posteriorment ha treballat a Alemanya, on ha dut a terme projectes de disseny paisatgístic com el Kunstlandschaft Cospuden (2001), i a Corea del Sud, on recentment ha projectat la Saemangeum Island City (2008).